# Sono Ageng
Sono Ageng is een bestuurslaag in het regentschap Nganjuk van de provincie Oost-Java, Indonesië. Sono Ageng telt 8453 inwoners (volkstelling 2010).